# Ван дер Гринтен, Альфонс

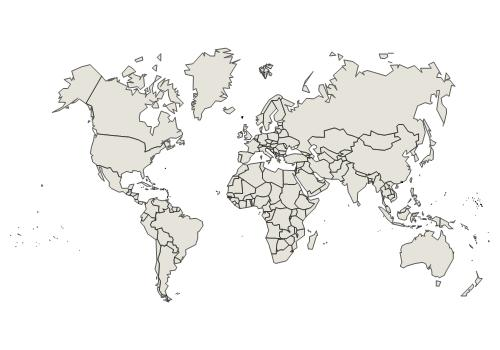
Карта мира в проекции Ван дер Гринтена

Альфонс ван дер Гринтен (10 апреля 1852 года, Краненбург (Нижний Рейн) —  21 июня 1921 года, Чикаго, США) — американский картограф немецкого происхождения. В 1904 году создал картографическую проекцию, известную под названием проекция Ван дер Гринтена.